# ショーソン・オ・ポム
ショソン・オ・ポム（仏: Chausson aux pommes）は折りパイ生地でリンゴを包んで、表面に模様をつけて焼いたフランスの菓子パン（ヴィエノワズリー）である。
ショソンとはスリッパの意味で、その形がスリッパに似ているところから名付けられている。